# Barra da Estiva
Barra da Estiva este un oraș în unitatea federativă Bahia (BA) din Brazilia.